# Feuillade (Vienne)
Die Feuillade ist ein kleiner Fluss, der im südwestlichen Teil von Zentral-Frankreich in den Départements Creuse und Haute-Vienne der Region Nouvelle-Aquitaine östlich der Stadt Limoges verläuft.

## Geografie

### Verlauf
Die Feuillade entspringt unter dem Namen Dorat im östlichen Gemeindegebiet von Faux-la-Montagne, entwässert mit einem Bogen über Nordwest generell in südwestlicher Richtung durch den Regionalen Naturpark Millevaches en Limousin und mündet nach insgesamt rund 15 Kilometern an der Gemeindegrenze von Nedde und Rempnat als rechter Nebenfluss in die Vienne.

### Orte am Fluss
(Reihenfolge in Fließrichtung)
- Bessat, Gemeinde Faux-la-Montagne
- Faux-la-Montagne
- La Villedieu
- Les Fargettes, Gemeinde Nedde
- Le Fournet, Gemeinde Rempnat